# Barbulillas
Barbulillas är en ort i Mexiko.   Den ligger i kommunen Zihuatanejo de Azueta och delstaten Guerrero, i den södra delen av landet, 300 km sydväst om huvudstaden Mexico City. Barbulillas ligger 15 meter över havet och antalet invånare är 647.
Terrängen runt Barbulillas är kuperad österut, men västerut är den platt. Havet är nära Barbulillas åt sydväst. Runt Barbulillas är det ganska tätbefolkat, med 78 invånare per kvadratkilometer. Närmaste större samhälle är Zihuatanejo, 7,6 km sydost om Barbulillas. Omgivningarna runt Barbulillas är en mosaik av jordbruksmark och naturlig växtlighet.